# Metroid Prime 2: Echoes
A Metroid Prime 2: Echoes egy akció-kalandjáték, amit a Retro Studios fejlesztett és a Nintendo adta ki eredetileg a GameCube konzolra. Ez a Metroid Prime folytatása, és az első Metroid játék többjátékos móddal. A játékot eredetileg 2004-ben adták ki Észak-Amerikában, Európában és Ausztráliában, majd 2005 májusában jelent meg Japánban Metroid Prime 2: Dark Echoes cím alatt.
Az Echoes történetében a fejvadász Samus Arant a Galaktikus Federáció űrtengerészeinek megmentésére küldték az Aether bolygóra, ahol a Luminoth faj tagjai élnek. Samus felfedezi, hogy a megmentendő katonaságot lemészárolta az Ing, egy rosszindulatú faj, akik az Aether alternatív dimenziójából jöttek. Samusnak be kell járnia három templomot, hogy biztosítsa az Ing elpusztítását, miközben szembeszáll az Űrkalózokkal és az ő rejtélyes hasonmásával, Sötét Samusel.
A Retro arra törekedett, hogy ez a játék másabb legyen mint elődje, így ez a rész jobban összpontosít a történetmesélésre, és új játékmeneti mechanikák kerültek bele. A Nintendo vírusmarketing kampányt indított, hogy reklámozza a játékot, mint például olyan weboldalakkal, amiket úgy írtak, mintha a játék univerzumában lennének. A játék egyjátékos módját dicsérték a kritikusok idézvén a grafikákat, az atmoszférát és a zenét, de a nagyobb nehézséget és a többjátékos módot kevésbé pozitívan fogadták. Kiadása óta az Echoes számos videojáték-ipar díjat nyert, valamint megjelent a Nintendo Power és az IGN „legjobb játékok” listáján. Több mint 800 ezer példányt adtak el a játékból világszerte. 2009-ben kiadták a játék továbbfejlesztett változatát Wii-re, ami Japánban önálló játékként, míg világszerte a Metroid Prime: Trilogy részeként.

## Játékmenet
A Metroid Prime 2: Echoes egy akció-kalandjáték, amiben a játékos irányíthatja főszereplő Samus Arant belsőnézetből. Ez egy nyílt-végű világban játszódik, ahol a régiók össze vannak kapcsolva. A játékmenet tartalmaz megoldandó rejtvényeket, amik titkokat fednek fel, platformugrálást és ellenségekre való lövöldözést. A haladáshoz mindkét dimenziót fel kell fedezni, a Samus által megszerzett power-upok által. A játékos által megszerzett felszerelések közé tartozik a „Screw Attack” („Pörgő Támadás”), amivel Samus szaltózhat a levegőben és falugrást hajthat végre, vagy a az új sugárfegyverek korlátozott munícióval.
A HUD szimulálja Samus sisakjának belsejét, és van benne radar, térkép, rakétamuníció számláló és életerőmérő. Több „visor” elérhető és mindegyiknek van egy egyedi funkciója. Az egyik, ami visszatér az előző játékból, a szkenner, ami felfedi az ellenségekkel kapcsolatos információkat, szöveges bejegyzéseket kér le bizonyos forrásokból és aktivál bizonyos eszközöket, mint például erőmezők vagy liftek. A másik kettő közül az egyik felfed és kiemeli az interdimenziónális tárgyakat vagy az álcázó ellenségeket, a másik pedig megjeleníti a hang vizuális megjelenését.
Az Echoesban szerepel a Fény Aether és a Sötét Aether párhuzamos dimenziói; bármely dimenzióban történt változás gyakran hatással van a másikra. Annak ellenére, hogy mindkét dimenzió térképein ugyanaz az általános alaprajz és a szobák, gyakran eltérnek dizájnok, a lények és a tárgyak. A Sötét Aether légköre maró és árt Samus „Power Suit"-jának, így a játékosnak be kell jutnia a „biztonsági zónákba”, hogy Samus egészsége regenerálódjon. A biztonsági zónák vagy állandóak vagy aktiválni kell az erőmezőkre való tüzeléssel. A „Power Suit” frissítéseivel vagy csökkenthetjük vagy teljesen érvényteleníthetjük a légkör által okozott kárt.
Az Echoesban van egy többjátékos mód, amivel legfeljebb négy játékos szállhat szembe egymással az osztott képernyőn. Hat aréna és két mód van: a „Deathmatch”ben a játékosoknak egymást kell legyőzni minél több alkalommal az adott időn belül; míg a „Bounty” módban a sérült karakterekből kihulló érméket kell gyűjtögetni. A többjátékos módban ugyanaz az irányítási rendszer, mint az egyjátékos módban, beleértve a célbafogó mechanikát, ami által „kör-rajzolhatunk” célzás közben.
 

## Szinopszis

### Helyszín
Az Echoes az Aetheren játszódik, ami egy kóbor bolygó a Dasha régióban, ahol él a Luminoth faj. A Luminothok békében éltek, és védték a bolygó tiszta természetes energiáját, amit az „Aether fénye”ként ismertek. Öt évtizeddel a játék eseményei előtt egy Phazon meteor csapódott a bolygóba és hagyott egy sebet környezeti kárt okozva és meghasította a bolygó energiáját. A hasítás létrehozott egy másik bolygót egy párhuzamos dimenzióban. A Sötét Aether egy tükör változata az eredeti Aethernek, sötét, száraz és mérgező a légköre. Az új bolygó lett a kegyetlen alakváltó lények, az Ingek élőhelye, akik el akarják pusztítani a Luminothotokat és megtudják szállni az élőket a halottakat és mesterséges intelligenciákat. Végül az Ingek és a Luminothok harcba szálltak egymás ellen a bolygó energiájáért – az a faj irányíthatja, amelyik elpusztítja a másikat.
Ekkortájt az Űrkalózok egy bázist állítottak fel a bolygón, miután észlelték a mutagén Phazon anyagot a bolygón. A Galaktikus Federáció Űrtengerész Haditestének egyik járőrhajója belefutott a kalózok egyik ellátó hajójába, ami elhagyta a bolygót, és összecsaptak. Mindkét hajó komoly veszteséget szenvedett, és miután a Federáció elvesztette a kapcsolatot, a fejvadász Samus Arant hívták segítségül, hogy utánanézzen a dolognak.

### Történet
Miközben Samus kereste az Űrtengerészeket az Aether közelében, a hajója megsérült a bolygó súlyos villámlásaitól. Az említett villámlásokat egy elektromagnetikus interferencia okozta, ami megakadályozta az Űrtengerészeket, hogy a Federációval kommunikáljanak. Samus a csapatot halottan találja és őt körülvette a kaptárlény Splinterek (Szilánkok). A halott Űrtengerészek váratlanul felkelnek és megtámadják őt, láthatóan megszálltak és legyőzi őket. Aztán első alkalommal néz szembe az ő gonosz hasonmásával Sötét Samussal, és egy kis csetepaté után beleugrik egy portálba. Samus úgy dönt, hogy követi őt és a Sötét Aetheren találja magát, az Aether gaz transzdimenzionális másolatában, ahol őt megtámadja egy csapat sötét élőlény, akik Ingként ismertek, elkapják Samust és ellopják a fegyvereit a páncélzatából, majd visszadobják a portálon.
Visszatérvén az Aetherre Samus megtudja, hogy az összes Űrtengerészt lemészárolta az Ing által megszállt Splinterek, ezért a közelben levő idegen templomba megy nyomokat keresni. Mikor bejut az épületbe találkozik U-Mosal, a Luminoth utolsó megmaradt őrszemével. A Luminoth-ok vesztésre állnak a háborúban az Ingekkel szemben. Elmeséli Samusnak, hogy egy miután egy meteor csapódott az Aetherbe, a hatás annyira pusztító volt, hogy létrehozta a „Sötét Aether”t, ahonnan származik az Ing faj. Elmeséli Samusnak, hogy az Ingek gyakorlatilag elvettek mindent az „Aether Fényé”-ből, ami a bolygó összes kollektív energiája, és tartotta stabilan a Aethert. Az őrszem arra kéri őt, hogy szerezze vissza, mert ha az egyik világ megszerzi az összes energiát a másik el fog pusztulni.
Samusnak három régiót kell bejárnia – az Agon Wastest (Agon Pusztaság), ami egy kiszáradt, sziklás, sivatagi pusztaság; a Torvus Bogot (Torvus Mocsár), ami egy elázottan mocsaras terület, és ott van egy részben elsüllyedt vízállomás; valamint a Sanctuary Fortresst (Szentély Erőd), egy nagyon fejlett szikla menti erőd, amit a Luminothok építették, és tele van megszállt robotokkal, akik a Sötét Aether Ing kaptárját szolgálják – hogy visszaszerezze az Aether Fényét, majd visszavigye a Luminoth templomokba. Küldetése során Samus harcol az Űrkalózokkal, Sötét Samussal és a szörnyűséges Ing őrzőkkel. Miután Samus visszaszerzi a Fény Aetherének három darabját, bejut az Ingek Égi Templomába, és szembeszáll az Ing Császárral, a legerősebb Inggel, aki őrzi a többi Aether Fényét. Samus legyőzi a lényt és visszaviszi az utolsó megmaradt energiát, okozván a Sötét Aether elpusztulását; habár a kiutat a templomból akadályozta Sötét Samus. Miután legyőzi az ellenséget, Samus megszökik a sötét világból, ami megszűnt létezni.
Visszatérvén U-Moshoz Samus látja, hogy a hibernált Luminothok felébredtek. Egy rövid ünneplés után Samus elhagyja az Aethert az ő megjavított hajójával. Ha a játékos megszerzi az összes tárgyat akkor láthatjuk, hogy Sötét Samus újjáéled a bolygó felett.
 

## Fejlesztés
A Metroid Prime kritikai és kereskedelmi sikere után a Nintendo arra kérte a Retro Studiost, hogy csináljanak egy folytatást. Úgy döntöttek, hogy nem használják újra az első játék elemeit, és helyette új hangmodelleket, fegyvereffekteket és művészeti terveket csináltak. Belerakták a „Screw Attack”ot és falugrási képességet a régebbi Metroid játékokból, amik nem tudtak belekerülni az eredeti Prime-ba az időkorlát miatt. Egy másik elem, amit az előző játékba terveztek, az a többjátékos mód. Mivel ez a játék „first-person adventure” volt, és a „deathmatch” módja nem tudja egyszerűen lemásolni a más lövöldözős játékokat, a Retro csak „csinált egy többjátékos élményt a Metroid játékok rajongóinak, amit azonnal tudnának és felismernének”.
A stáb úgy döntött, hogy ezúttal a történet legyen jobban magával ragadó, több átvezetővel és a cselekmény összpontosítson kevesebbet az Űrkalózokra és a Metroidokra más Metroid játékokkal szemben. A fény és a sötétség témája abból eredtetett, „amit mindenki megért: a jó és a gonosz harcából”. Vezető tervező Mike Wikan mondta: „Mi akartunk egy lökést és egy húzást, az egész játék lök és húz téged oda-vissza a sötétség és a fény között. Végül mi akartunk valamit, ami beletáplálna a kettőségbe, kettejük konfliktusába és, hogy a játékos alapképességei hogy fejezi ki ezt”. A fejlesztők tanácsot kértek a The Legend of Zelda: A Link to the Past producereitől, amiben benne volt a párhuzamos világok témája.
Sötét Samusról, a Retro akart csinálni egy Samushoz hasonló karaktert ugyanabban a méretben, szembe a Metroid Prime óriási szörnyeivel szembe. Az egyik inspiráció egy boss harc a Metroid: Zero Missionból, amiben Samus harcol saját maga tükörképével. A fejlesztők Sötét Samust „természetes választásnak” tartották, mert illik „a sötétség és a fény drámai érzéséhez”.
Míg a Metroid Prime-ot úgy tervezték, hogy a játékosok ismerkedjenek az irányítási rendszerrel, a Retro úgy érezte, hogy most meg van a képességük, hogy az Echoest, még kihívóbbá tegyék. Az Echoesal a hardcore közönséget akarták megcélozni, hogy a játékos „mindig aggódjon az életerejéért”, és még egyedibb boss harcok kerültek bele. Egy esetben, a fejlesztés utolsó napjaiban két boss-nak a nehézségét megemelték, a producer Tanabe Kenszuke kérésére, hogy „feszesebbé tegyük”. Wikan megbánná ezt a döntést, és mikor adaptálták a játékot a Metroid Prime: Trilogyban, élt a lehetőséggel, hogy a harcokat könnyebbé tegye. A fejlesztők nehezebbnek találták a fejlesztést, mint várták, és a Retro elnöke Michael Kelbaugh mondta: „Mi bővíteni és hozzáadni akartunk a címhez, nem csak kicsapni egy folytatást. A Nintendo nem csinálna ilyeneket.” Egyes tervezett extra tartalmak, mint a rejtett Super Metroid (1994) nem tudott belekerülni az időkorlátozás miatt. A producer Kensuke Tanabe később azt mondta, hogy az Echoesból a határidő előtt csak harminc százalék volt kész, ugyanis a Nintendo a 2004-es karácsonyi szezon idejére tervezte a játék kiadását.
A Metroid Prime 2: Echoes zenéjét Jamamoto Kendzsi szerezte. A témák, amiket Sötét Aethernél hallhatóak, az a Fény Aether ugyanazon helyszíneinél hallható zenéknek a sötét változata. Egyes remixek a korábbi Metroid játékokból vannak: az a téma, ami a szökésnél hallható, az a Metroid „Escape” (Szökés) témája; a „Hunters” téma a  többjátékosból a Super Metroid „Upper Brinstar” (Felső Brinstar) témája alapján van és az a téma ami vízalatti Torvus régióban hallható, az a „Lower Brinstar” (Alsó Brinstar) zenéje az utóbb említett játékból.
 

## Kiadás
A Metroid Prime 2: Echoest GameCube-ra adták ki Észak-Amerikában 2004. november 15-én, Európában november 26-án, Ausztráliában pedig december 2-án. A PAL változatból hiányzott a standard 50 Hz mód, és csak 60 Hz mód volt csak. Japánban 2005. május 26-án adták ki Metroid Prime 2: Dark Echoes címmel.

### Marketing
A Nintendo több weboldalt hozott létre, hogy elindítsák a játék vírusmarketing kampányát; az inspirációt a Halo 2 alternatív valóság játékából, az I Love Beesből vették. A weboldalak közé tartozott a „Luminoth Temple”, egy internetes fórum; a „Channel 51”, egy összeesküvés teória weboldal, ahol lehetett találni szemcsés QuickTime videókat a játékból, amik úgy néztek ki, mint a földönkívüliekről készült felvételek; az „Orbis Labs”, egy „önálló páncélos gépet” a „Morph Ball”hoz hasonló „Battle Sphere”-t akart eladni; és az „Athena Astronautics”, ami nők űrbeküldését reklámozta, volt blogja és munkát ajánlott a fejvadászoknak a Monster.comon. Az Athena Astronautics véletlenszerűen kiválogatott 25 embert, akik elfogadtak egy „interaktív képzési kézikönyvet”, ami valójában egy ingyenes példánya a Metroid Prime 2: Echoesnak.
Egy Metroidal kapcsolatos paródiája az „I Love Bees”nek megjelent online 2004 októberében, amire a Nintendo úgy reagált, hogy nincs semmi közük hozzá. A kampány olyan hasonlóan nevezett domain neveket használt, mint ilovebeams.com, ahol van egy kép Samusról ezzel a felirattal: „All your bees are belong to us. Never send a man to do a woman’s job.” („Az összes méhetek hozzánk tartozik. Sose küldj férfit női munkára.”)

### Újrakiadások
Az Echoest 2009-ben, Japánban adták ki Wii-re, a New Play Control! sorozat részeként. Az irányítást átalakították a Wii Remote célzó funkciójához, a Metroid Prime 3: Corruption irányítási rendszere alapján. A credit rendszer a Corruptionből szintén belekerült, ami által ki lehet nyitni eredeti bónusz tartalmakat, valamint a képesség, hogy pillanatképeket rögzítsünk a játékmenetből. A boss harcok nehézségét szintén csökkentették. Észak-Amerikában a Metroid Prime: Trilogyben adták ki 2009. augusztus 24-én, ami szintén tartalmazta a Metroid Prime-ot és a Metroid Prime 3: Corruptiont. A Prime és az Echoes tartalmaz minden fejlesztést, ami benne van a japán New Play Control! változataikban. A játék-összeállítást újra kiadták a Wii U Nintendo eShopjában, 2015. január 29-én.
 

## Fogadtatás

### Kritikák
| Összegzőoldal | Értékelés           |
| ------------- | ------------------- |
| GameRankings  | 91.87% (69 kritika) |
| Metacritic    | 92/100 (60 kritika) |

| Szerző        | Értékelés |
| ------------- | --------- |
| 1Up.com       | A         |
| Eurogamer     | 9/10      |
| Game Informer | 9.5/10    |
| GamePro       | [ 37 ]    |
| GameSpot      | 9.1/10    |
| GameSpy       | [ 39 ]    |
| IGN           | 9.5/10    |
| X-Play        | [ 41 ]    |

A Metroid Prime 2: Echoest kritikailag dicsérték. A Metroid Prime-hoz hasonlítva a GameSpot Brad Shoemakerje azt mondta, hogy az Echoes jó, mint elődje és mindent megadott, amit elvárt. Az IGN Matt Casamassinája a játékmenetet „nagyszerű”nek és „majdnem hibátlan”nak nevezte míg Vicious Sid a GameProtól dicsérte az Echoest, hogy „rendkívüli visszatérés a formába”. Az Echoes az egyik legjobb egyjátékos élménynek tartotta Kristan Reed az Eurogamertől, aki a történetet úgy írja le, hogy „bonyolult tervezésű és igényesen felépítve egy összefüggő környezetbe”. A GameSpot és az IGN dicsérte a kampányt mint hosszú és érdemes kaland és értékelte azt a legalább 20 órát, hogy végigvigye a játékot. A Computer and Video Games szerint a játék megfelelő mindenkorú játékosnak, és alapvetőnek nevezte az Echoest mindenkinek akinek volt GameCube-ja. A fény és a sötétség közötti téma dinamikáját dicsérte a GamePro, az „egyszerű, fura és nevetségesen addiktív” többjátékos móddal együtt.
Az Echoes grafikája és dizájnja jelentős dicséretet kapott; a GameSpot a GameCube egyik legjobbjának tartotta, míg az IGN szerint „gyönyörű” és az „egyik legszebb GameCube cím”. A The Guardian Nick Gillettje a játékot szórakoztatónak tartotta és állította, hogy a térképei, a terepei és a bestiárium egy csodálatosan epikus űrkalandot csinált. Bryn Williams a GameSpy dicsérte a játék irányítását és a pálya dizájnokat, kommentálta, hogy a játék kihívó, de fair.
Sokan kritizálták a játék nehézségét. A Game Informer szerint „nemcsak megbocsáthatatlanok a boss harcok, időnként nehéz követni a környezetet”. Néhány kritikus nehéznek találta az „Égi Templom” kulcsainak keresését. A GameSpot kritizálta a mechanikát mondván, hogy ez „egy kincsvadászat, ami nehezebb a játék többi részénél”, és az 1Up.com szerint az egyetlen célja az volt, hogy mesterségesen meghosszabbítsa a játék hosszát. A játék többjátékos módját szintén elégtelennek tartották. A GameSpy egy „másodlagos funkció”nak nevezte. A The Age Jason Hillje unalmasnak tartotta és az Eurogamer azt mondta, hogy az egyjátékos tartalmak nem működnek jól abban a módban. A Game Informer kritizálta a többjátékos módban, hogy belerakták a célbafogó mechanikát, mert ez egy olyan funkció, ami a többjátékos módot túl egyszerűvé teszi.
Az IGN kritizálta a játék grafikáját és megjegyezte, hogy a textúrák időnként elmosódnak ha közelről nézzük, és a képsebesség időnként lecsökken. Több kiadvány, mint az IGN és a The Independent szerint a játékmenet túlságosan hasonlított a Metroid Prime-hoz, miközben a GamePro boldogtalan volt, hogy a játékban nem volt az irányítás testreszabható. A Computer and Video Games és a The Age csalódtak, hogy az Echoes nem volt olyan innovatív játékmenetben, mint elődje. A The Age kritikája ráadásul az irányítást „esetlen”nek tartotta és nehézséget is „megbocsáthatatlannak” tartotta. Serge Pennings a The Observertől megjegyezte, hogy túl kevés lehetőség van mentésre, miközben játszotta a játékot, az X-play egy aspektusa szintén kritizálta, mondván a játék legtöbb nehézsége azért van „mert a mentési rendszer rosszul végrehajtott és kétségtelenül értéktelen”.

#### Díjak
Az Echoes díjat nyert minden jelölt kategóriában a 2004-es Nintendo Power Awardson, és megnyerte a „Legjobb GameCube Játék” díját 2004-ben az IGN-től, az Electronic Gaming Monthlytól és a GameSpytól. A játék befutó volt a GameSpot 2004-es „Legjobb Akció Kaland Játék” kategóriájára minden platformon. Ez volt 174. legjobb Nintendo konzolon játszató játék a Nintendo Power Top 200 játék listáján, a 74. legjobb játék a GameFAQs felhasználóinál, a 15. legjobb GameCube játék az IGN-nél és a 13. legjobb a GameSpynál.

### Eladások
Az Echoes 470 ezer példányban kelt el Észak-Amerikában 2004 decemberében. Ez volt a kilencedik legjobban elkelő játék kiadásának hónapjában Japánban a Yu Yu Hakasho Forever és Hanjuku Hero 4: 7-Jin no Hanjuku Hero mögött. 2009 augusztusáig 800 ezer példányban kelt el világszerte.

## Fordítás
- Ez a szócikk részben vagy egészben  a   Metroid Prime 2: Echoes című angol Wikipédia-szócikk fordításán alapul.  Az eredeti cikk szerkesztőit annak laptörténete sorolja fel. Ez a jelzés csupán a megfogalmazás eredetét és a szerzői jogokat jelzi, nem szolgál a cikkben szereplő információk forrásmegjelöléseként.